# Monoguanto

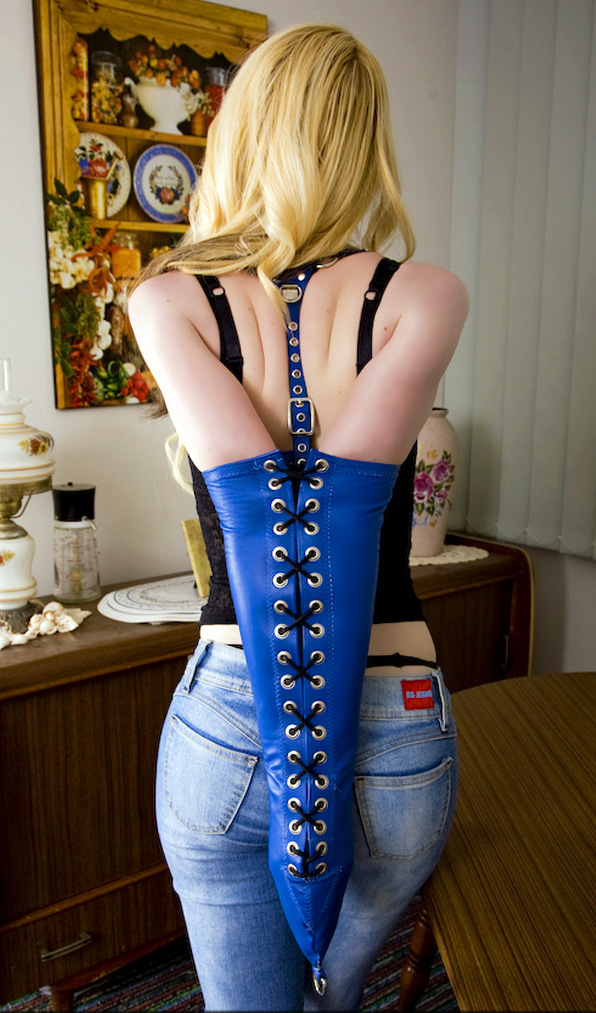
Un monoguanto

Il monoguanto o sleeve (in inglese monoglove o armbinder) è un manicotto di forma conica, spesso fabbricato di pelle, usato nel bondage per costringere le braccia del sub sulla schiena. Il sub infila tutte e due le braccia nel manicotto, che di solito viene fissato con delle cinghie sulle spalle in modo da impedire al sub di scivolarne fuori. Questo risulta in una posizione piuttosto estrema, con i gomiti molto vicini dietro alla schiena. Per questo il monoguanto viene usato in prima linea per effetto scenografico in fotografia. Per chi è abbastanza flessibile per stare per un tempo esteso con i gomiti ravvicinati dietro alla schiena, il monoguanto è un'alternativa più comoda ad una legatura realizzata con corde. Nella maggior parte dei casi porta sull'estremità inferiore un anello metallico, che collegato ad una corda fissata in posizione alta, a sollevare le braccia in una posizione detta strappado (in inglese) o tratto di corda (in italiano).